# 屠耆単于
屠耆単于（呉音：ずぎぜんう、漢音：ときせんう、拼音：Túqíchányú、？ - 紀元前56年）は、中国前漢時代の匈奴の対立単于。握衍朐鞮単于の従兄。屠耆単于というのは単于号で、姓は攣鞮氏、名は薄胥堂（はくしょとう）という。匈奴語で“屠耆”とは“賢”という意味なので、賢単于と表すこともできる。

## 生涯
神爵2年（前60年）、以前から握衍朐鞮単于と不和であった日逐王の先賢撣が漢に帰順したので、握衍朐鞮単于は新たに従兄の薄胥堂を日逐王に任じた。
神爵4年（前58年）冬、呼韓邪単于から命を狙われていることを覚った左大且渠の都隆奇と右賢王（握衍朐鞮単于の弟）は、日逐王の薄胥堂を立てて屠耆単于とし、数万の兵を発して東の呼韓邪単于を襲撃した。呼韓邪単于の兵は敗走し、屠耆単于が政権を担うこととなった。屠耆単于は長子の都塗吾西を左谷蠡王とし、少子の姑瞀楼頭を右谷蠡王とし、単于庭（首都、本拠地）に留め住まわせた。
五鳳元年（前57年）秋、屠耆単于は元日逐王の先賢撣の兄である右薁鞬王と烏藉都尉にそれぞれに2万騎をつけて東方に駐屯させ、呼韓邪単于に備えた。この時、西方の呼掲王の来は唯犁当戸と共謀して、屠耆単于に「右賢王が自立して烏藉単于となろうとしている」と嘘の報告をした。そこで屠耆単于は右賢王父子を殺したが、後で冤罪であったことを知り、今度は唯犁当戸を殺した。呼掲王はこれを恐れ、遂に叛いて自ら立ち、呼掲単于となった。右薁鞬王はこれを聞くなり自立して車犁単于となり、烏藉都尉も自立して烏藉単于となった。ここにおいて五単于が並立することとなる。屠耆単于は自ら兵を率いて東の車犁単于を撃ち、都隆奇に烏藉単于を撃たせた。烏藉単于と車犁単于は敗北して西北へ遁走し、呼掲単于の兵と合流して4万となる。烏藉単于と呼掲単于は単于号を棄てて、共に車犁単于を補佐し、屠耆単于に対抗した。屠耆単于はこれを聞くなり、左大将と都尉に4万騎をつけて東方に駐屯させ、呼韓邪単于に備えるとともに、自らは4万騎を率いて西の車犁単于を撃った。車犁単于は敗北して西北へ遁走し、屠耆単于は西南に引いて闟敦地に留まった。
五鳳2年（前56年）、呼韓邪単于は弟の右谷蠡王らを遣わし、西の屠耆単于の屯兵を襲い、1万余人を殺略した。屠耆単于はこれを聞くと、自ら6万騎を率いて呼韓邪単于を撃った。屠耆単于は千里進み、嗕姑地に至らない所で呼韓邪単于の兵約4万と遭遇して合戦した。しかし、屠耆単于の兵が敗北し、屠耆単于は自殺してしまう。都隆奇は屠耆単于の末子である右谷蠡王の姑瞀楼頭とともに漢へ帰順し、車犁単于は東の呼韓邪単于に降った。

## 子
- 都塗吾西…長子
- 姑瞀楼頭…少子

## 五単于の並立
この頃の匈奴は内紛によって対立単于が乱立する時代であり、紀元前57年にいたっては5人もの単于が並立した。
1. 呼韓邪単于（在位：紀元前58年 - 紀元前31年）
2. 屠耆単于（在位：紀元前58年 - 紀元前56年）
3. 呼掲単于（在位：紀元前57年）
4. 車犁単于（在位：紀元前57年 - 紀元前56年）
5. 烏藉単于（在位：紀元前57年、紀元前56年）

## 参考資料
- 『漢書』（匈奴伝上、匈奴伝下）